# Лусіано Фігероа
Лусіано Фігероа (ісп. Luciano Gabriel Figueroa, нар. 19 травня 1981, Росаріо) — аргентинський футболіст, що грав на позиції нападника.
Виступав, зокрема, за клуби «Крус Асуль» та «Дженоа», а також національну збірну Аргентини.

## Клубна кар'єра
Народився 19 травня 1981 року в місті Росаріо. Розпочав свою кар'єру у клубі «Росаріо Сентраль», де складав дует нападу, разом з Сесаром Дельгадо. У 2003 році Фігероа забив у Клаусурі 17 голів і став найкращим бомбардиром першості, включаючи 5 голів в останньому матчі проти клубу «Бока Хуніорс», виграному «Росаріо» з рахунком 7:2 . За свої досягнення Фігероа і Дельгадо були куплені європейськими і американскими командами. Лусіано перейшов у англійський «Бірмінгем Сіті», який сплатив за трансфер аргентинця 2,5 млн фунтів.
Незабаром іспанська «Осасуна» повідомила, що Фігероа вже підписав контракт з ними, що позбавляло перехід в «Бірмінгем» законної сили. В кінці серпня 2003 року комісія з вирішення спорів ФІФА прийняла тимчасове рішення на користь «Бірмінгема», а пізніше, в жовтні, це рішення було остаточно затверджено. Тим же літом Фігероа був близький до переходу в «Рейнджерс», але шотландський клуб незабаром відмовився від угоди.
Попри вдале завершення угоди, Фігероа довго не міг дебютувати в команді. Головний тренер «Бірмінгема», Стів Брюс, вважав, що Фігероа, який регулярно забивав за другу команду клубу, був недостатньо фізично розвинений, щоб грати в чемпіонаті Англії. Пізніше, контракт Фігероа і «Бірмінгема» був розірваний за обопільною згодою. Після цього він переїхав до Мексики, в клуб «Крус Асуль», де возз'єднався зі своїм партнером часів «Росаріо», Сесаром Дельгадо.
Фігероа повільно набирав форму в Мексиці, але потім став часто забивати і в останніх 7 матчах Клаусури-2004 9 разів вразив ворота суперників. В Апертурі-2004 він забив 10 голів у 14-ти матчах. Після цього, у листопаді 2004 року він перейшов у іспанський «Вільярреал», який сплатив за форварда 2,1 млн фунтів. За «Вільярреал» Фігероа виступав регулярно, і допоміг клубу зайнятт 3-тє місце у чемпіонаті Іспанії і вийти в півфінал Ліги чемпіонів, забивши в першому матчі перший гол клубу у ворота «Евертона».
У січні 2006 року Фігероа, побоюючись браку ігрового часу, що могло перешкодити його участі на чемпіонаті світу 2006, повернувся на батьківщину, будучи орендованим «Рівер Плейтом». Початок в новому клубі вийшов хорошим — він забив 3 голи у перших 7 іграх Апертури, проте 5 березня 2006 року він отримав розрив хрестоподібних зв'язок, що завадило його подальшим виступам за «Рівер».
1 серпня 2006 року Фігероа перейшов у італійський клуб «Дженоа», який сплатив 13 млн доларів; контакт був підписаний на 4 роки. Пори те, що Фігероа не відновився від травми, «Дженоа» ухвалило рішення підписати контракт з футболістом, через те, що повне відновлення прийде до середини жовтня. Проте пізніше стало відомо, що операція пройшла невдало, і аргентинцеві потрібне нове хірургічне втручання. Через це Фігероа пропустив весь сезон.
Лусіано дебютував у складі «Дженоа» лише в наступному році, 28 жовтня 2007 року в матчі Серії А з «Фіорентиною». Через шість тижнів після дебюту, він забив свій перший м'яч за клуб, вразивши ворота «Сієни»; гра завершилася з рахунком 3:1 на користь «Дженоа».
9 жовтня 2008 року Фігероа був відданий в оренду аргентинському клубу «Бока Хуніорс», що шукав заміну травмованому Мартіну Палермо, з пріоритетним правом викупу контракту футболіста за 1,2 млн фунтів. Він дебютував у команді в матчі Південноамериканського кубка з клубом «ЛДУ Кіто». 23 листопада 2008 року Фігероа забив свій перший гол за клуб, вразивши ворота «Сан-Мартіна». Він забив ще кілька важливих голів і допоміг команді виграти Апертуру-2008. У червні 2009 року Фігероа повернувся в «Дженоа», оскільки «Бока» не захотіла купувати гравця. Фігероа залишив послання уболівальникам:

«Я йду з „Боки“ з сумом, мені дуже подобалося тут перебувати. Через те, що я пережив тут, я ніколи не повернуся в „Рівер“».

Після повернення Фігероа, головний тренер «Дженоа», Джанп'єро Гасперіні, не бачив гравця у складі своєї команди, а тому Лусіано індивідуально тренувався на полі «Джанлука Синьоріні», в очікуванні можливості переходу. Але через травми та дискваліфікації провідних гравців, Фігероа повернувся в склад, і в першій же грі зробив дубль у матчі Ліги Європи проти «Оденсе». Однак у наступних матчах, Фігероа частіше опинявся на лаві запасних, ніж виходив на поле. 6 січня 2010 року Фігероа за обопільною згодою розірвав контракт з «Дженоа» і повернувся у «Росаріо Сентраль», з яким підписав контракт на 2,5 роки.
Протягом 2012—2013 років захищав кольори еквадорського «Емелека».
8 лютого 2013 року Фігероа перейшов в грецький «Панатінаїкос», підписавши контракт на півроку з можливістю продовження договору на два роки, проте основним гнравцем у новій команді не став.
Завершив професійну ігрову кар'єру у клубі «Джохор Дарул Тазім», за команду якого виступав протягом 2014—2018 років, вигравши тричі чемпіонат Малайзії, двічі Суперкубок країни, а також один раз Лігу чемпіонів АФК.

## Виступи за збірні
2004 року захищав кольори олімпійської збірної Аргентини на Олімпійських іграх 2004 року в Афінах, вигравши золоту медаль. У складі цієї команди провів 5 матчів, забив 3 голи.
2004 року дебютував в офіційних матчах у складі національної збірної Аргентини.
У складі збірної був учасником розіграшу Кубка Америки 2004 року у Перу, де разом з командою здобув «срібло», розіграшу Кубка конфедерацій 2005 року у Німеччині, де разом з командою здобув «срібло» і став одним із найкращих бомбардирів — лише бразилець Адріано забив більше за нього.
Протягом кар'єри у національній команді провів у формі головної команди країни 15 матчів, забивши 9 голів.

## Статистика виступів

### Статистика виступів за олімпійську збірну
| Дата       | Місто          | Господарі | Результат | Гості     | Турнір                   | Голи | Примітки |
| ---------- | -------------- | --------- | --------- | --------- | ------------------------ | ---- | -------- |
| 10-01-2004 | Кокімбо        | Аргентина | 2 — 1     | Болівія   | Передолімпійський турнір | -    |          |
| 16-01-2004 | Ла Серена      | Аргентина | 4 — 2     | Колумбія  | Передолімпійський турнір | -    |          |
| 21-01-2004 | Вальпарасіо    | Аргентина | 1 — 0     | Бразилія  | Передолімпійський турнір | -    |          |
| 13-01-2004 | Вінья-дель-Мар | Аргентина | 2 — 1     | Парагвай  | Передолімпійський турнір | 2    |          |
| 25-01-2004 | Вінья-дель-Мар | Чилі      | 2 — 2     | Аргентина | Передолімпійський турнір | 1    |          |
| Усього     |                | Матчів    | 5         |           | Голів                    | 3    |          |

### Статистика виступів за національну збірну
| Дата       | Місто        | Господарі | Результат             | Гості     | Турнір                                  | Голи | Примітки |
| ---------- | ------------ | --------- | --------------------- | --------- | --------------------------------------- | ---- | -------- |
| 27-06-2004 | Маямі        | Аргентина | 0 – 2                 | Колумбія  | товариський матч                        | -    |          |
| 30-06-2004 | Нью-Йорк     | Аргентина | 2 – 1                 | Перу      | товариський матч                        | -    |          |
| 10-07-2004 | Чиклайо      | Мексика   | 1 – 0                 | Аргентина | Копа Америка 2004 - груповий етап       | -    |          |
| 13-07-2004 | П'юра        | Аргентина | 4 – 2                 | Уругвай   | Копа Америка 2004 - груповий етап       | 2    |          |
| 17-07-2004 | Чиклайо      | Перу      | 0 – 1                 | Аргентина | Копа Америка 2004 - чвертьфінал         | -    |          |
| 20-07-2004 | Lima         | Аргентина | 3 – 0                 | Колумбія  | Копа Америка 2004 - півфінал            | -    |          |
| 09-10-2004 | Буенос-Айрес | Аргентина | 4 – 2                 | Уругвай   | Відбір до ЧС 2006                       | 2    |          |
| 13-10-2004 | Сантьяго     | Чилі      | 0 – 0                 | Аргентина | Відбір до ЧС 2006                       | -    |          |
| 17-11-2004 | Буенос-Айрес | Аргентина | 3 – 2                 | Венесуела | Відбір до ЧС 2006                       | -    |          |
| 26-03-2005 | Ла-Пас       | Болівія   | 1 – 2                 | Аргентина | Відбір до ЧС 2006                       | 1    |          |
| 04-06-2005 | Кіто         | Еквадор   | 2 – 0                 | Аргентина | Відбір до ЧС 2006                       | -    |          |
| 18-06-2005 | Нюрнберг     | Австралія | 2 – 4                 | Аргентина | Кубок Конфедерацій 2005 - груповий етап | 3    |          |
| 21-06-2005 | Нюрнберг     | Німеччина | 2 – 2                 | Аргентина | Кубок Конфедерацій 2005 - груповий етап | -    |          |
| 26-06-2005 | Ганновер     | Мексика   | 1 – 1 д.ч. (5-6 п.п.) | Аргентина | Кубок Конфедерацій 2005 - півфінал      | 1    |          |
| 29-06-2005 | Франкфурт    | Бразилія  | 4 – 1                 | Аргентина | Кубок Конфедерацій 2005 - фінал         | -    |          |
| Усього     |              | Матчів    | 15                    |           | Голів                                   | 9    |          |

## Титули і досягнення

### Гравець

#### Командні
- Чемпіон Аргентини (1):

«Бока Хуніорс»: Апертура 2008
- Золотий медаліст Олімпіади (1):

Аргентина (ол.): 2004
- Чемпіон Малайзії (3):

«Джохор Дарул Тазім»: 2014, 2015, 2018
- Володар Суперкубка Малайзії (2):

«Джохор Дарул Тазім»: 2015, 2018
- Переможець Ліги чемпіонів АФК (1):

«Джохор Дарул Тазім»: 2015

#### Збірні
- Срібний призер Кубка Америки: 2004

#### Особисті
- Найкращий бомбардир чемпіонату Аргентини: Клаусура 2003 (17 голів)
- Рекордсмен збірної Аргентини за кількістю голів на Кубках конфедерацій: 4 голи[24]

### Тренер
- Чемпіон Малайзії (2):

«Джохор Дарул Тазім»: 2019, 2020
- Володар Кубка Малайзії (1):

«Джохор Дарул Тазім»: 2019
- Володар Суперкубка Малайзії (2):

«Джохор Дарул Тазім»: 2019, 2020